# Püchersreuth
Püchersreuth è un comune tedesco di 1 641 abitanti, situato nel land della Baviera.